# Walton Township (Missouri)
Walton Township est un township inactif, situé dans le comté de Washington, dans le Missouri, aux États-Unis,.
Le township est baptisé en référence à Joseph H. Walton, un pionnier.